# Ire (rivière)
Pour les articles homonymes, voir Ire.
L'Ire est une rivière de Savoie et de Haute-Savoie qui prend sa source dans le massif des Bauges, en contrebas du col de Chérel, et se jette dans le lac d'Annecy, à son extrémité méridionale, après avoir traversé les localités de Chevaline et Doussard. Avec l'Eau Morte et le ruisseau de Bornette, c'est l'un des trois cours d'eau à se jeter dans le lac à son extrémité méridionale.

## Toponymie
La forme Eria est présente sur le cartulaire de l'abbaye de Talloires de la fin du XIIe siècle-début du XIIIe siècle.

## Géographie
D'une longueur de 12,9 km, l'Ire traverse trois communes en Savoie et en Haute-Savoie : Jarsy, Chevaline et Doussard.

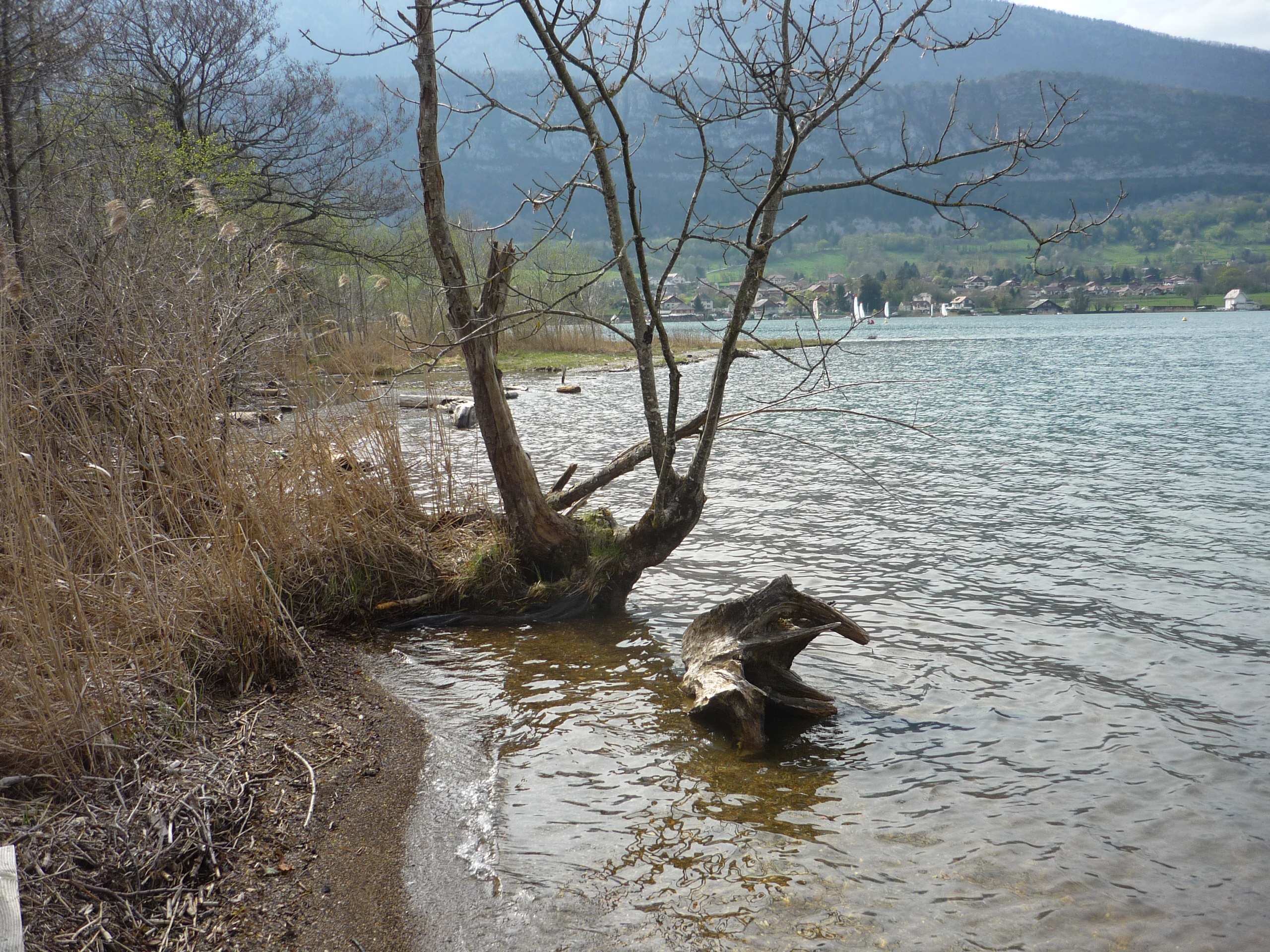
Vue de l'embouchure de l'Ire dans le lac d'Annecy sous la forme d'un petit delta en arrière-plan.

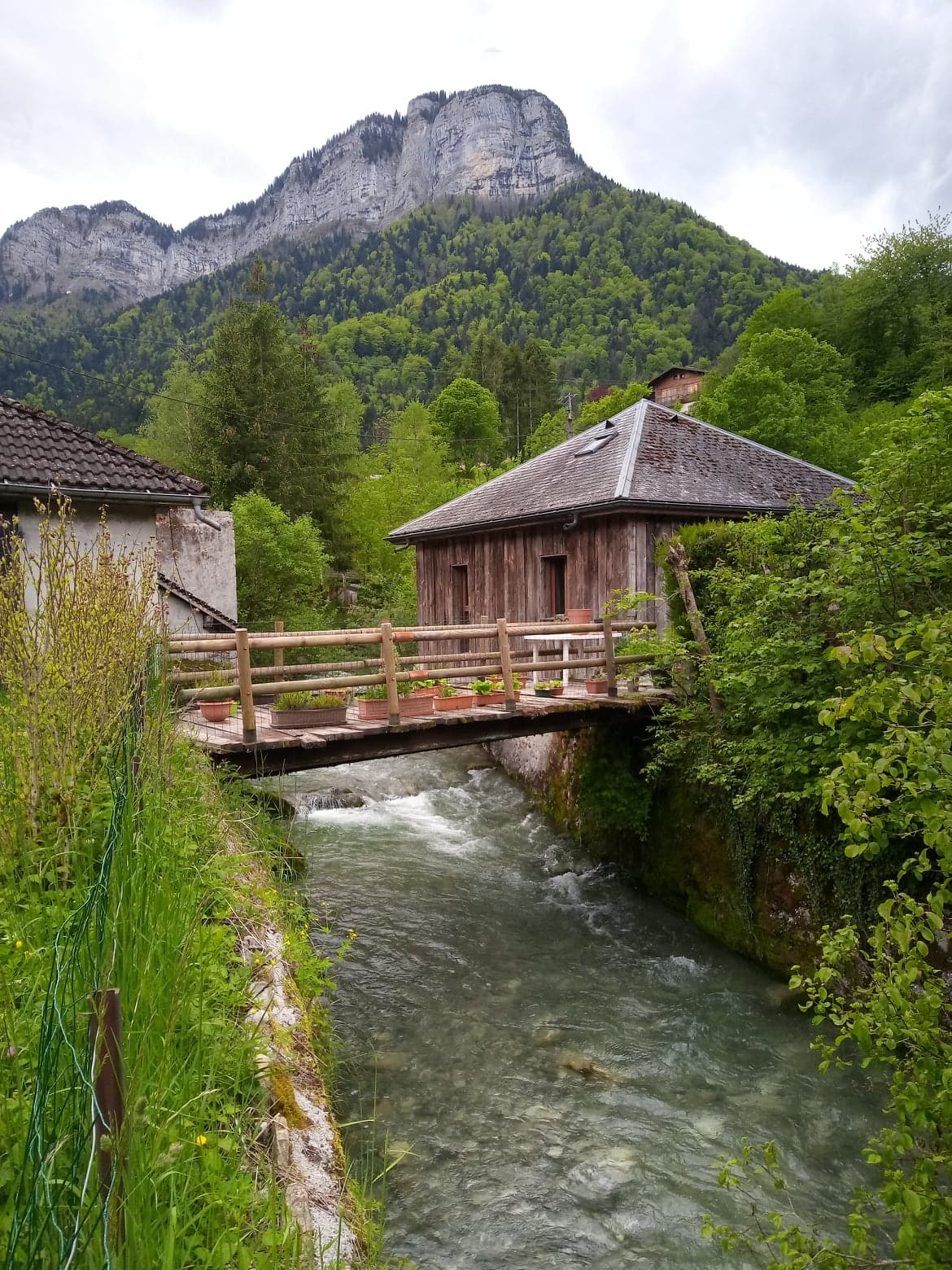
L'Ire au niveau du village de Chevaline, au pied de la montagne du Charbon.